# El Noroeste (La Coruña)
El Noroeste fue un periódico español editado en la ciudad de La Coruña entre 1896 y 1936.

## Historia
Fundado en 1896 por José Lombardero Franco, su primer número salió 31 de diciembre de 1896. A lo largo de su trayectoria fue un diario importante, aunque siempre tuvo una audiencia menor que su rival La Voz de Galicia. Para 1913 tenía una tirada de 7000 ejemplares. Durante su trayectoria el diario sufrió diversas oscilaciones ideológicas. Si bien en sus inicios tuvo una tendencia conservadora, católica y regionalista, posteriormente avanzaría a posiciones progresistas y republicanas.
Tras la proclamación de la Segunda República, a principios de 1932 el diario fue adquirido por el Partido Republicano Radical Socialista (PRRS), que lo convirtió en su órgano de comunicación, adoptando una línea editorial republicana y radical-socialista. Sin embargo, con el posterior colapso del PRRS la organización coruñesa radicalsocialista se unió a Unión Republicana, convirtiéndose el periódico en órgano del partido en La Coruña. El Noroeste siguió publicándose hasta 1936.

### Colaboradores
Entre los directores, redactores y colaboradores participaron autores como José Lombardero Franco, José Pan de Soraluce, José García Acuña, Jesús Mejuto Vázquez, Eugenio Carré Aldao, Francisco Tettamancy Gastón, Eladio Rodríguez González, Francisca Herrera Garrido, Uxío Carré Alvarellos, José Filgueira Valverde, Manuel Lugrís, Antonio Villar Ponte, Wenceslao Fernández Flórez o Roberto Blanco Torres.